# كاسبوفنجين
كاسبوفنجين ((بالإنجليزية: Caspofungin) هو دواء مضاد فطري ذو اسم دولي غير مسجل الملكية من زمرة ايكينوكاندين echinocandin
(اسم العلامة التجارية Cancidas في جميع أنحاء العالم) هو ليبوببتيد دواء من شركة ميرك وشركاه اكتشفه James , Regina Black and Frances A. Bouffard Balkovec

## الاستعمال الطبي
- معالجة داء الرشاشيات الغازية في المرضى المقاومين للعلاج أو الغير متحملين للعلاجات الأخرى.
- معالجة داء المبيضات الغازية كعلاج تجريبي الإنتانات الفطرية المفترضة عند مرضى قلة العدلات المحمومين.
- إنتان الدم بالمبيضات.

## التأثير المضاد للجراثيم
يثبط كاسبوفانغين تصنيع بيتا-1,3- د – غلوكان β-1,3-D-glucan وهو مكون ضروري لجدار الخلية للعديد من الفطور. يظهر كاسبوفانغين فعالية ضد العديد من أنواع الرشاشيات Aspergillus spp في الزجاج وهو قاتل للجراثيم ضد أنواع المبيضات Candida spp متضمنةً سلالات غير المبيضات البيض.

## الجرعة وطريقة الاستعمال
يستخدم كاسبوفانغين على شكل اسيتات ولكن يعبّر عن الجرعات بمصطلح الأساس، 77.7 مغ كاسبوفانغين أسيتات تعادل حوالي 70 مغ كاسبوفانغين.
يعطى بالتسريب الوريدي ببطء بحوالي أكثرمن 1 ساعة.تعطى جرعة التحميل 70 مغ في اليوم الأول وتتبع بـ 50 مغ يومياً، عند المرضى البالغين الذين يزنون أكثر من 80 مغ، وعند المرضى الذين يتناولون أدوية محفزة لأنزيمات الكبد والذين لم يستجيبوا، فيوصى بجرعة يومية 70 مغ . ممكن أن تحتاج الجرعات لأن تنقص عند مرضى الفشل الكبدي.

## الحرائك الدوائية
تتناقص مستويات كاسبوفانغين في أنماط متعددة الأطوار بعد التسريب الوريدي. الطور البدئي القصير ألفا α يحدث مباشرة بعد التسريب ويتبع بالطور بيتا β بعمر نصفي 9-11 ساعة.
يحدث أيضاً طور إضافي أطول دلتا γ بعمر نصفي 40-50 ساعة. تعتمد التصفية البلازمية على التوزع بدلاً من التحول الحيوي أو الإطراح. يرتبط كاسبوفانغين بشكل مرتفع ببروتينات البلازما. يوجد استقلاب بطيء لكاسبوفانغين بواسطة الحلمهة والأستلة في الموقع-N والإطراح في البراز والبول.

## التأثيرات العكسية والاحتياطات
تضمنت التجارب العكسية مع كاسبوفانغين فقر دم، إسهال، غثيان وإقياء، بيغ (تورد)، صداع، حمى، تسرع قلب، ومضاعفات وريدية حول مكان التسريب. الأعراض المتواسطة بالهيستامين المحتمل حدوثها هي طفح، تعرق وجهي، حكة، حس الدفء، أو تشنج قصبي. وقد حدثت حالات تأق.
حدثت حالات منفصلة للسمية الكبدية والأشخاص الذين حدث لديهم شذوذا في اختبارت وظيفة الكبد يجب أن يراقبوا من أجل تدهور الوظيفة الكبدية.
ممكن أن يحتاج لأن يعطى كاسبوفانغين في جرعات مخفضة للأشخاص الذين لديهم فشل كبدي.

## المقاومة
تم وصف المقاومة ضد الكاسبوفنجين في الفطر الممرض للانسان المبيضة البيضاء(Candida albicans) ولكن في الوقت الراهن لا تزال حالات نادرة. آلية المقاومة غير معروفة حتى الآن وربما تتألف من طفرة نقطة في β(1-3)-D-glucan synthase gene.

## الإرضاع
يطرح كاسبوفانغين في حليب الثدي عند الحيوانات المرضعة، ولكن يشار إلى أن الخطر على الرضيع منخفض.تختلف التوصيات في معلومات المنتجات المرخّصة: في المملكة المتحدة يوصى بعدم استخدامه عند النساء المرضعات، بينما في الولايات المتحدة الأميركية يوصى بالحذر.

## الحمل
تبين أن كاسبوفانغين يعبر المشيمة في الدراسات على الحيوانات وتبين أنه سام للجنين عند الجرذان والأرانب، لوحظ أنه لم يكن هنالك دراسات كافية ومضبوطة جيداً عند الحوامل من البشر. يوصى باستعمال كاسبوفانغين عموماً عند الحمل فقط إذا كانت الفائدة للأم تفوق المخاطر على الجنين.

## التداخلات
على الرغم من أن كاسبوفانغين لا يستقلب بوساطة نظام سيتوكروم P450 الكبدي، لكن الأدوية التي تحفز أنزيمات الكبد ممكن أن تزيد من تصفيته. مثل هكذا تأثيرات لوحظت مع كاربامازيبين، ديكساميثازون، ايفافيرينات، نيفيرابين، فينيتوئين، و ريفامبيسين، ويوصى بزيادة جرعة كاسبوفانغين عند المرضى الذين يتناولون هذه الأدوية والمرضى الذين لا يستجيبون سريرياً.
عندما أعطي كاسبوفانغين مع سيكلوسبورين، لوحظ زيادة في المساحة تحت منحني التراكيز-الوقت لكاسبوفانغين، وأيضاً زيادة في الأنزيمات الكبدية ولا يوصى باستعمال كلا الدوائين معاً.
أدى كاسبوفانغين إلى تناقص مستويات الدم من تاكروليمس ويوصى بمراقبة الدواء علاجياً وضبط الجرعة المناسبة بالنسبة للتاكروليمس.

## الحفظ والتخزين
تُحفظ الفيالات بدرجة حرارة 2-8 مْ، يمكن حفظ المحلول المعد للتسريب بدرجة حرارة أقل من 25 مْ لمدة ساعة قبل البدء بإعطائه، يمكن حفظ المحلول الذي يتم تسريبه بدرجة حرارة أقل من 25 مْ وعندها يجب استخدامه خلال 24 ساعة، ويمكن استخدامه بعد 48 ساعة فيما لو تم حفظه بدرجة 2-8 مْ.

## وصلات خارجية
- AHFS Database
- CDC on Aspergillosis
- Swiss pharma-compendium on Caspofungin[وصلة مكسورة]
- Cancidas.com
- FDA on Cancidas
- EMEA on Cancidas